# Jacklyn Luu
Jacklyn Luu (* 30. April 1999) ist eine US-amerikanische Synchronschwimmerin.

## Erfolge
Jacklyn Luu gab 2017 ihr internationales Debüt bei den Erwachsenen. In Fukuoka belegte sie 2023 mit der Mannschaft bei den Weltmeisterschaften im technischen Programm Rang drei. Mit der Mannschaft gewann Luu bei den Panamerikanischen Spielen 2023 in Santiago de Chile die Silbermedaille hinter Mexiko. Ein Jahr darauf erreichte sie bei den Weltmeisterschaften in Doha den dritten Platz im freien Programm der Mannschaftskonkurrenz.
Bei den Olympischen Spielen 2024 in Paris gehörte Luu zum US-amerikanischen Aufgebot im Mannschaftswettbewerb. Während die US-Amerikanerinnen im technischen Teil mit 282,7567 Punkten das viertbeste Resultat erzielten, gelang ihnen in der Kür und der Akrobatik mit 360,2688 Punkten bzw. 271,3166 Punkten jeweils das zweitbeste Ergebnis. Damit beendeten sie den Wettkampf mit 914,3421 Punkten auf Rang zwei, hinter der dominierenden chinesischen Mannschaft mit 996,1389 Punkten, und vor Spanien mit 900,7319 Punkten. Neben Luu erhielten außerdem Anita Alvarez, Jaime Czarkowski, Megumi Field, Keana Hunter, Audrey Kwon, Daniella Ramirez und Ruby Remati die Silbermedaille.
Luu studierte von 2017 bis 2022 an der Stanford University, für die sie auch im Collegesport aktiv war. Sie hat einen Bachelorabschluss in Psychologie und einen Masterabschluss in Bioinformatik.